# Orange (Polska)
Orange (dawniej Idea) – cyfrowa sieć telefonii komórkowej w Polsce. Operatorem sieci jest Orange Polska. Jest to największa sieć komórkowa w Polsce posiadająca ponad 17,9 mln aktywnych kart SIM (na koniec III kwartału 2022).

## Historia
Sieć Orange w Polsce powstała poprzez zmianę marki dotychczasowej sieci Idea, co nastąpiło 19 września 2005.
Sieć Idea została uruchomiona 1 marca 1998, a jej operatorem był PTK Centertel. Początkowo działała wyłącznie w paśmie GSM-1800, a od 1 marca 2000, jako sieć dwuzakresowa GSM-900/1800. W ramach sieci pod marką Idea dostępne były usługi bezabonamentowe prepaid (POP – później Idea POP, Jedna Idea na Kartę i Idea Dla Każdego) oraz oferty abonamentowe dla osób prywatnych (Idea Optima, potem Jedna Idea) i klientów biznesowych (Idea Meritum, następnie Nowa Idea dla Firm). Idea Mix była połączeniem oferty na kartę i na abonament.

## Galeria

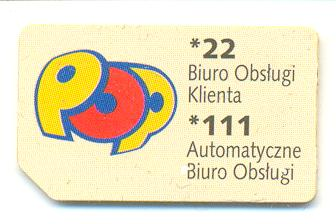
Karta SIM oferty Idea POP
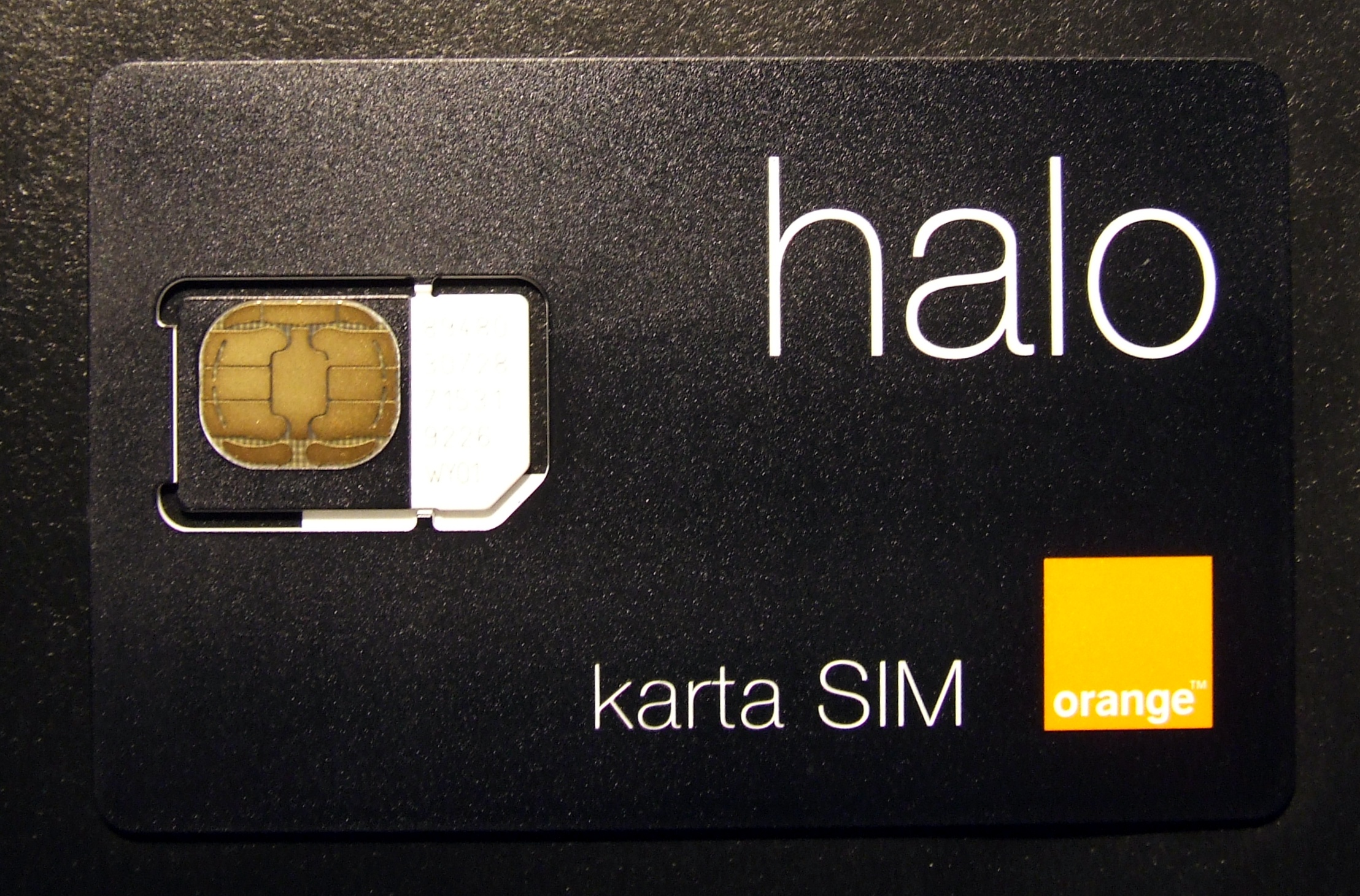
Karta SIM sieci Orange